# Passage des Orgues
Passage des Orgues je ulice v Paříži v historické čtvrti Marais. Nachází se ve 3. obvodu.

## Poloha
Ulice vede od domu č. 36 na Rue Meslay (přes ulici je vstup do Passage du Pont-aux-Biches) a končí u domu č. 29, Boulevard Saint-Martin. Jedná se o průchod, který vede obytným blokem. Je tedy soukromou ulicí, a proto je z obou stran uzavřen bránou.

## Historie
Datum vzniku ulice není známé. Obě ulice, které spojuje, tj. Boulevard Saint-Martin a Rue Meslay, byly otevřeny na konci 17. století a krátce poté rozparcelovány. Průchod je v pařížském katastru zanesen od konce 19. století. Název ulice pochází od firmy Alexandre Père et Fils, která vyráběla harmonia (nazývaná orgue expressif), jejíž obchod se nacházel v letech 1850–1872 v domě č. 39 na Rue Meslay, hned vedle vstupu do průchodu.

## Zajímavé objekty
V domě č. 29, boulevard Saint-Martin, kde je severní vstup, se narodil režisér Georges Méliès.